# Devoke Water
Devoke Water är en sjö i Storbritannien.   Den ligger i grevskapet Cumbria och riksdelen England, i den centrala delen av landet, 400 km nordväst om huvudstaden London. Devoke Water ligger 234 meter över havet. Arean är 0,23 kvadratkilometer. Trakten runt Devoke Water består i huvudsak av gräsmarker. Den sträcker sig 0,5 kilometer i nord-sydlig riktning, och 0,9 kilometer i öst-västlig riktning.